# Кутянка (Рівненський район)
Кутя́нка (до 1940-х років — Ляхів) — село в Україні, в Рівненському районі Рівненської області. Населення становить 480 осіб. Село у складі Острозької міської громади.

## Географія
Село розташоване на лівому березі річки Кутянки.

## Історія
У 1906 році село Ляхів Кунівської волості Острозького повіту Волинської губернії. Відстань від повітового міста 18 верст, від волості 3. Дворів 68, мешканців 540.

## Долі, обпалені війною 1939—1945
Ковтун Володимир Іванович  (1923)
- Файл:Ковтун Володимир Іванович.jpg

- Народився 1923 року в селі Кутянка, Острозького району, Рівненської області, де проживає і сьогодні.
- Був призваний на фронт в травні 1944 року.
- Воював в протитанкових військах 277 окремого протитанкового гарнізону Першого *Забайкальського фронту наводчиком протитанкової гармати в званні старший сержант.
- Нагороджений орденами: «За відвагу», «За Мужність», «За бойові заслуги», «Вітчизняної війни», та численними ювілейними медалями, грамотами.

Зі слів ветерана Ковтуна Володимира Івановича